# Prhovo (Serbia)
Prhovo (cyr. Прхово) – wieś w Serbii, w Wojwodinie, w okręgu sremskim, w gminie Pećinci. W 2011 roku liczyła 784 mieszkańców.